# Сюлу Цюенцю
Сюлу Цюенцю (на китайски: 虛閭權渠; на пинин: Xūlǘ Quánqú) е шанюй на хунну, управлявал в периода 68 – 60 година пр.н.е.

## Живот
Той е един от висшите сановници в държавата на хунну, и наследява своя родственик, шанюя Хуйенди след неговата смърт. При управлението му продължава конфликта с империята Хан, макар да не се стига до по-значителни преки сблъсъци. През 68 година пр.н.е. китайците установяват контрол над оазиса Чеши (край днешния Турфан), който е важен източник на зърно за хунну. При последвалите военни действия областта е опустошена и през 62 година пр.н.е. оазисът е почти напълно изоставен. През 63 – 60 година пр.н.е. активни военни действия се водят и срещу динлин на север.
Сюлу Цюенцю умира през пролетта на 60 година пр.н.е. и е наследен от висшия сановник Уойен Цюди.